# Matteo Tosi
Matteo Tosi (Rovigo, 6 luglio 1970) è un attore e sceneggiatore italiano.

## Biografia
Fin da giovane si dedica alla musica e alla recitazione. Nel 1996 si laurea in Discipline Arti Musica e Spettacolo all'Università di Bologna e successivamente si Diploma attore. Frequenta workshop con Maestri Internazionali, tra i quali John Strasberg, figlio di Lee, fondatore dell'Actors Studio di New York.
Lavora in cinema in produzioni nazionali ed internazionali, alcuni suoi film girati in inglese con cast internazionali, le cui Prime sono state fatte a Los Angeles (Hollywood) e New York, sono distribuiti in molti paesi nel mondo. Lavora in diverse fiction prodotte da Rai e Mediaset e diventa noto al grande pubblico per aver recitato nella soap opera di Rai Uno, Incantesimo.
Nel 2009 vince il premio Adolfo Celi al Festival del Cinema di Messina, nel 2011 Il Premio Euromediterraneo per la Produzione del Cinemusical inedito Opera Palladio di cui è anche autore e regista, e nel 2013 gli viene conferito il Premio Mare Festival Salina nell'ambito del Massimo Troisi Day. Nel 2015 riceve ad Avetrana il Giglio D'oro. Nello stesso anno istituisce il Premio Cinema Veneto Leone di Vetro con l'intento di conferire un riconoscimento alle eccellenze della cinematografia veneta.
Nel 2016 entra nel cast della soap opera filippina Dolce Amore, trasmessa su ABC-CBN. Nel 2020 pubblica con Amazon il suo primo romanzo "Dopo di te - Oltre le onde del mare". È autore e produttore dei suoi Live.

## Carriera

### Teatro
- Ubu Incantato di Alfred Jarry, regia di Massimo Machiavelli (1992)
- Dal silenzio alla parola  - Spettacolo di teatro-danza (1993)
- La morte di Clorinda di Roberto Garagnani (1993)
- Ecogle di Alberto Rizzi  - Fra Poesia e Teatro (2002)
- Novecento di Matteo Tosi - Tratto da Novecento di Alessandro Baricco (2002)
- Non c'è più nessuno normale in Italia? di Ferdinando De Laurentis - Commedia comico-brillante (2002)
- Chi lo sa è bravo di Ferdinando de Laurentis - Commedia comico-brillante (2003)
- La corte dei miracoli - Musical di Matteo Tosi e Simonetta Rovere (2003)
- La Favola mia - Musical di Simonetta Rovere (2004)
- Opera Palladio - Cinemusical di Matteo Tosi e Simonetta Rovere (2010–2011)
- La mia dannazione - "Diario alla fidanzata di Italo Svevo" di Matteo Tosi (2011–2012)
- Gioco d'Identità - di Michela Zanarella -  Regia di Giuseppe Lorin (2012)

### Cinema
- A domani, regia di Gianni Zanasi (1999)
- Il vento, di sera, regia di Andrea Adriatico (2003)
- Bad Brains, regia di Ivan Zuccon (2005)
- Colour from the Dark, regia di Ivan Zuccon (2007)
- L'uomo del grano, regia di Giancarlo Baudena (2009)
- Ritorno al lago materno, regia di Giancarlo Marinelli (2011)
- Lacrime di San Lorenzo, regia di Gianpiero Caira (2011)
- Oltre, regia di  Giancarlo Marinelli  (2013)
- Wrath of the crows, regia di Ivan Zuccon (2013)
- Midway - Tra la vita e la morte, regia di John Real (2013)
- Io e mia figlia, regia di Ruggero Deodato (2014)

### Regia
Frammenti. Pandemia dal lockdown alla riapertura. Film documentario scritto e diretto da Matteo Tosi - Produzione Fondazione Cariparo (2002) 1 2 3

### Televisione
- L'ispettore Coliandro, regia dei Manetti Bros. (2004)
- Carabinieri 4, regia di Raffaele Mertes (2005)
- Crimini - Rapidamente, regia dei Manetti Bros.(2006)
- Incantesimo, registi vari (2008)
- Dolce amore, registi vari (2016)

### Cortometraggi
- Natale in autogrill, regia di Fred Kudjo Kuwornu (2002)
- Segale, regia di Morgan Emme (2003)
- Diciotto e due figure, regia di Massimo Ivan Falsetta (2005)
- Seline, regia di Luciano Silighini Garagnani Lambertini (2016)
- Luke. My virtual self Digital vertical serie di e con Matteo Tosi (2023) 1 2

### Videoclip
- Giulietta - Mango (cantante) , regia di Ambrogio Lo Giudice (1994)
- Per colpa di chi - Zucchero Fornaciari , regia di Stefano Salvati (1995)
- Ogni volta - Antonello Venditti, regia di Stefano Salvati (1995)

### Libri
- Dopo di te - Oltre le onde del mare , editore Amazon (2020)

## Riconoscimenti
- Festival del cinema di Messina – Premio Adolfo Celi (2009)
- Festa del cinema e della cultura di Chiusa di Pesio – Premio Rivelazione (2011)
- IV Premio Internazionale Euro Mediterraneo – Premio Speciale Cultura (2011)
- Premio Mare Festival Salina – Massimo Troisi Day (2013)
- Giglio d'oro (2015)